# 颱風奧鹿
颱風奧鹿（英語：Typhoon Noru，國際編號：2216，聯合颱風警報中心：WP182022，菲律賓大氣地球物理和天文管理局：Karding）是2022年太平洋颱風季第16個被命名的風暴。「奧鹿」（韓語：노루，國際音標：[no̞ɾu]）一名由南韓提供，即東方狍，是一種性善良，體積細小，生活在荒野的森林裡的鹿隻，主要分布於在歐洲東部及亞洲的溫帶地區。
因應「奧鹿」在菲律賓造成災難性破壞，菲律賓大氣地球物理和天文服務管理局在信中向颱風委員會追加將奧鹿除名，在2023年3月舉行的第55次颱風委員會會議上獲該會接納把奧鹿從命名表中除名。在第56次世界氣象組織颱風委員會會議中通過新名由「核桃」取代。另外，菲律賓大氣地球物理和天文服務管理局亦將當地名稱「Karding」除名，並由「Kiyapo」取代。

## 發展過程
不穩定的路線
9月21日，一個熱帶擾動在呂宋島以東生成，美國海軍研究實驗室給予擾動編號95W。
下午2時，日本氣象廳將其升格為熱帶低氣壓。
9月22日上午5時，聯合颱風警報中心將其評級提升為「高」，並對其發佈熱帶氣旋形成警報。上午8時，聯合颱風警報中心將其升格為熱帶性低氣壓，給予熱帶氣旋編號18W。下午2時，聯合颱風警報中心率先將其升格為熱帶風暴。同時，日本氣象廳對其發布烈風警報；台灣中央氣象局將其升格為熱帶性低氣壓，給予編號TD19。與此同時，香港天文台將其升格為熱帶低氣壓。
9月23日上午8時，香港天文台將其升格為熱帶風暴。下午2時，日本氣象廳將其升格為熱帶風暴，給予國際編號2216，並命名「奧鹿」。同時，台灣中央氣象局將其升格為輕度颱風。
9月24日上午8時，中國國家氣象局率先將其升格為強烈熱帶風暴，同時，日本氣象廳和香港天文台將其升格為強烈熱帶風暴，下午2時，聯合颱風警報中心將其升格為颱風，下午5時，日本氣象廳將其升格為颱風。晚上8時，香港天文台將其升格為颱風，同時，中國國家氣象局將其升格為颱風；台灣中央氣象局將其升格為中度颱風。晚上11時，中國國家氣象局將其升格為強颱風，同時，香港天文台將其升格為強颱風。
打開風眼，爆發急劇增強
9月25日凌晨2時，中國國家氣象局將其升格為超強颱風，同時，聯合颱風警報中心將其升格為超級颱風。凌晨5時，香港天文台將其升格為超強颱風。下午5時30分左右，菲律賓國家氣象局表示奧鹿於菲律賓奎松省布爾迪奧斯市附近登陸。晚間8時20分左右，菲律賓國家氣象局表示奧鹿於菲律賓奧羅拉省丁加蘭市附近再度登陸。同時，香港天文台將其降格為強颱風。晚間11時，中國國家氣象局將其降格為強颱風。
9月26日凌晨5時，香港天文台將其降格颱風。上午8時，中國國家氣象局將其降格為颱風。晚間9時，中國國家氣象局再度將其升格為強颱風。
9月27日凌晨2時，中國國家氣象局再度將其升格為超強颱風。同時，香港天文台再度將其升格為強颱風。上午8時，香港天文台再度將其升格為超強颱風。晚間8時，香港天文台再度將其降格為強颱風。晚間11時，中國國家氣象局再度將其降格為強颱風。
直撲越南漸弱消散
9月28日凌晨4時30分左右，越南中央水文氣象預報中心表示奧鹿於越南峴港附近沿海登陸。上午8時，中國國家氣象局將其降格為颱風。同時，日本氣象廳將其降格為強烈熱帶風暴；香港天文台將其降格颱風。上午10時，中國國家氣象局將其降格為強烈熱帶風暴。下午2時，中國國家氣象局將其降格為熱帶風暴。同時，日本氣象廳將其降格為熱帶風暴；台灣中央氣象局將其降格為輕度颱風；香港天文台將其降格為強烈熱帶風暴；聯合颱風警報中心將其降格為熱帶風暴。晚間8時，日本氣象廳將其降格為熱帶低氣壓。
9月29日凌晨2時，香港天文台降格為熱帶低氣壓。上午8時，香港天文台降格為低壓區。下午2時，日本氣象廳在天氣圖移除該系統。

## 影響

### 造成伤亡
| 地区   | 伤亡                        |
| ------ | --------------------------- |
| 柬埔寨 | 16人死亡                    |
| 菲律宾 | 12人死亡，6人失踪           |
| 越南   | 3人死亡，62人受伤，3人失踪  |
| 泰国   | 1人死亡，2人受伤            |
| 总计   | 32人死亡，64人受伤，9人失踪 |

### 菲律賓
當地發出之最高風暴信號：五號風暴信號
奧鹿给吕宋岛多地带来强降雨和大风，颱風造成6人死亡，其中5人为救援人员。由於奥鹿對菲律賓造成災難性破壞，菲律賓大氣地球物理和天文服務管理局已於追加信中向颱風委員會提出除名申請。

### 香港
香港天文台在9月24日下午5時發出特別天氣提示，表示奧鹿在隨後一兩日會與香港保持600公里左右的距離，對香港的直接威脅不大；惟受東北季候風影響，26日稍後及27日香港風勢頗大。天文台表示會密切監察奧鹿的發展及動向，亦提醒市民留意最新的天氣消息。由於預測奧鹿橫過南海時的路徑較預期偏南，天文台25日下午12時半更新特別天氣提示，表示奧鹿與香港保持700公里距離；惟受東北季候風影響，27日和28日香港吹東至東北風，風勢頗大。隨後在26日下午12時更新特別天氣提示，表示除非奧鹿改為採取較偏北方向移動，並靠近廣東沿岸，否則發出熱帶氣旋警告信號的機會不大。受東北季候風影響，27日凌晨離岸風勢增強，香港天文台在凌晨1時45分發出強烈季候風信號 ，27日至28日香港離岸吹偏東強風，隨著9月29日風勢減弱，天文台在凌晨2時45分取消強烈季候風信號 。

### 澳門
澳門氣象局在9月24日下午6時10分發出特別信息，「奧鹿」會在澳門以南約600公里範圍內掠過，大致趨向越南；在「奧鹿」的影響下，26日開始澳門風力將會增強，間中達6級及有陣風，間中有驟雨。由於預測奧鹿橫過南海時的路徑較預期偏南，氣象局在25日下午5時半更新特別信息，表示「奧鹿」將澳門以南約700公里範圍內掠過，並指受東北季風南下影響，27日開始澳門風力將間中達6級及有陣風。隨後在26日下午12時40分更新特別信息，表示預計「奧鹿」對澳門造成直接影響的機會較低，且由於東北季風南下的影響，27日澳門有機會受東北季風影響而發出強烈季候風信號。受東北季候風影響，氣象局預料27日澳門風勢稍為增強，於是在凌晨2時半至下午1時40分、下午5時30分至29日上午10時30分發出強烈季候風信號。

### 中國大陸
中央氣象台發布之最高颱風預警信號： 颱風黃色預警信號

#### 海南省
海南省氣象台發布之最高颱風預警信號： 颱風紅色預警信號
9月25日10时许，海南省气象局发布台风三级预警。

#### 廣東省
廣東省氣象台發布之最高颱風預警信號： 颱風藍色預警信號
9月25日8时起，湛江海事局启动海上防抗热带气旋Ⅳ级应急响应，要求辖区海上风电施工区平台工作人员于25日18时前全部撤离；徐闻海域采砂区采砂船、自卸砂船于25日18时前返回湛江港内防风锚地水域；辖区其它水域施工船于25日18时前进入防风水域避风，无动力施工船人员全部撤离。

## 熱帶氣旋警告使用紀錄

### 菲律賓
| 菲律賓大氣地球物理和天文服務管理局 風暴信號 | 菲律賓大氣地球物理和天文服務管理局 風暴信號 | 菲律賓大氣地球物理和天文服務管理局 風暴信號 |
| ------------------------------------------- | ------------------------------------------- | ------------------------------------------- |
| 上一熱帶氣旋                                | 一號風暴信號                                | 下一熱帶氣旋                                |
| 超強颱風軒嵐諾                              | 一號風暴信號                                | 熱帶低氣壓                                  |
| 超強颱風軒嵐諾                              | 二號風暴信號                                | 颱風納沙                                    |
| 強烈熱帶風暴馬鞍                            | 三號風暴信號                                | 颱風納沙                                    |
| 颱風雷伊                                    | 四號風暴信號                                | 超強颱風杜蘇芮                              |
| 超強颱風天鵝                                | 五號風暴信號                                | 超強颱風杜蘇芮                              |

### 中國大陸
| 国家气象中心 颱風預警信號 | 国家气象中心 颱風預警信號 | 国家气象中心 颱風預警信號 |
| ------------------------- | ------------------------- | ------------------------- |
| 上一熱帶氣旋              | 颱風藍色預警信號          | 下一熱帶氣旋              |
| 強颱風梅花                | 颱風藍色預警信號          | 熱帶風暴桑卡              |
| 強颱風梅花                | 颱風黃色預警信號          | 強颱風納沙                |

## 外部連結
| 太平洋颱風季             |
| 主題頁 - 專題 - 編輯指南 |

- （日語）日本氣象廳首頁 （页面存档备份，存于）
- （英文）聯合颱風警報中心首頁 （页面存档备份，存于）
- （简体中文）中國國家氣象中心首頁 （页面存档备份，存于）
- （繁體中文）臺灣中央氣象局首頁 （页面存档备份，存于）
- （繁體中文）香港天文台首頁 （页面存档备份，存于）
- （繁體中文）澳門地球物理暨氣象局首頁 （页面存档备份，存于）
- （英文）菲律賓大氣地球物理和天文管理局 惡劣天氣公告 （页面存档备份，存于）
- （泰文）泰國氣象局首頁 （页面存档备份，存于）